# 埃克斯穆爾 (阿拉巴馬州)
埃克斯莫爾（英語：Exmoor）是一個位於美國阿拉巴馬州馬倫戈縣的非建制地區。該地的面積和人口皆未知。

## 地理
埃克斯莫爾的座標為32°03′23.5″N 87°52′27″W / 32.056528°N 87.87417°W，而該地的平均海拔高度為38米（即125英尺）。